# Mirazizbek Mirzahalilov
Mirazizbek Mirzahalilov est un boxeur ouzbek né le 27 février 1995.

## Carrière
Sa carrière amateur est principalement marquée par une médaille d'or remportée aux championnats d'Asie de 2019 dans la catégorie des poids coqs et une médaille d'or remportée aux Jeux asiatiques de 2018 dans la même catégorie.

## Palmarès

### Championnats du monde
- Médaille d'or en -57 kg en 2019 à Iekaterinbourg, Russie

### Championnats d'Asie
- Médaille d'or en -56 kg en 2019 à Bangkok, Thaïlande.

### Jeux asiatiques
- Médaille d'or en -56 kg en 2018 à Jakarta, Indonésie.